# Конгрес (Аризона)
Конгрес (енгл. Congress) насељено је место без административног статуса у америчкој савезној држави Аризона.

## Демографија
По попису из 2010. године број становника је 1.975, што је 258 (15,0%) становника више него 2000. године.
| Група             | 2000.         | 2010.         |
| Белци             | 1.546 (90,0%) | 1.692 (85,7%) |
| Афроамериканци    | 0 (0,0%)      | 10 (0,5%)     |
| Азијати           | 1 (0,1%)      | 5 (0,3%)      |
| Хиспаноамериканци | 137 (8,0%)    | 225 (11,4%)   |
| Укупно            | 1.717         | 1.975         |